# Guru (rapper)
Guru, nome artístico de Keith Elam (Boston, 17 de julho de 1961 — Nova York, 19 de abril de 2010) foi um rapper norte-americano e membro do duo de hip-hop Gang Starr. Guru é considerado um dos pioneiros do hip hop,além dele ser dublador do personagem 8-Ball do Grand Theft Auto III.
Após meses com sua saúde debilitada, Guru morreu em 19 de abril de 2010, por complicações de um câncer.